# Trigonophorus xizangensis
Trigonophorus xizangensis is een keversoort uit de familie bladsprietkevers (Scarabaeidae). De wetenschappelijke naam van de soort werd voor het eerst geldig gepubliceerd in 1981 door Ma en Zhang.